# كود (محرر نصوص)
كود ويلفظ كما تلفظ الكلمة الإنجليزية (Code) والتي تعني بالعربية «الشيفرة» أو «التشفير» وبالاسم الأصلي "Kod" فإنها تعني «الشيفرة المصدرية» باللغة السويدية، هو محرر نصوص مخصص للعمل على أنظمة ماك أو أس أكس وقد قام مصمم صفحات الويب الذي يعمل لدى شركة فيسبوك راسموس أنديرسون بتطويره وتطويعه للعمل بشكل خاص على هيكلية نظام ماك أو أس أكس، وغالبا ما تتم الإشارة إليه على أنه نسخة من محرر النصوص تيكست مايت ذات مزايا أقل إلا أن ما يميزه عن باقي أقرانه من محررات النصوص المخصصة للعمل على منصات ماك أو أس أكس هو قدرته على فصل ألسنة نوافذ التحرير من النافذة الأم ووتفعيلها لتكون نافذة تحريرية منفصلة وقد أخذت هذه الميزة من متصفح الويب كروميوم.

## المزايا والوظائف
- تمييز أو تعليم الصيغة للعديد من لغات البرمجة يصل عددها إلى 65 لغة.
- وجود بيئة تطوير مدمجة في المحرر مبنية على نظام خوادم الويب (نود.جي إس).
- القدرة على تغيير ملامح واجهة المستخدم عن طريق صفحات الطرز المتراصة (CSS3).

## الترخيص للاستخدام
ينتمي كود لعائلة البرمجيات الحرة ولكنه مرخص ضمن نسخة معدلة من رخصة إم إي تي والتي أضيف إليها شرط أنه:

لا يسمح بنسخ البرمجية سواء أكانت على هيئة ملف تنفيذي (Binary File) أو شيفرة مصدرية (Source Code) أو الهيئتين معا وبيعها من دون وجود تعديل ذو معنى من أجل الربح

ونص الشرط باللغة الإنجليزية هو:

```
The Software and/or source code cannot be copied in whole and sold without meaningful modification for a profit
```

وفي عام 2012 قام مؤلف كود بالإعلان عن أنه لم يعد يعمل على تطوير محرر النصوص كود أو حتى استخدامه وقد أوصى باستخدام محرر النصوص (صبلايم تيكست 2) كبديل عنه.